# Micromia albimixta
Micromia albimixta là một loài bướm đêm trong họ Geometridae.